# Ясениця (Сілезьке воєводство)
Ясениця (пол. Jasienica, нім. Heinzendorf) — село в Польщі, у гміні Ясениця Бельського повіту Сілезького воєводства.
Населення — 5088 осіб (2011).
У 1975-1998 роках село належало до Бельського воєводства.

## Демографія
Демографічна структура станом на 31 березня 2011 року:
|          | Загалом | Допрацездатний вік | Працездатний вік | Постпрацездатний вік |
| -------- | ------- | ------------------ | ---------------- | -------------------- |
| Чоловіки | 2450    | 483                | 1693             | 274                  |
| Жінки    | 2638    | 495                | 1571             | 572                  |
| Разом    | 5088    | 978                | 3264             | 846                  |